# Hersilia hildebrandti
Espèce
Hersilia hildebrandti est une espèce d'araignées aranéomorphes de la famille des Hersiliidae.

## Distribution
Cette espèce est endémique de Tanzanie.

## Description
La femelle mesure8,4 mm.

## Publication originale
- Karsch, 1878 : Über einige von Herrn JM Hildebrandt im Zanzibargebiete erbeutete Arachniden. Zeitschrift für die gesammten Naturwissenschaft, vol. 51, p. 311-322.